# کالج کایروپرکتیک پالمر

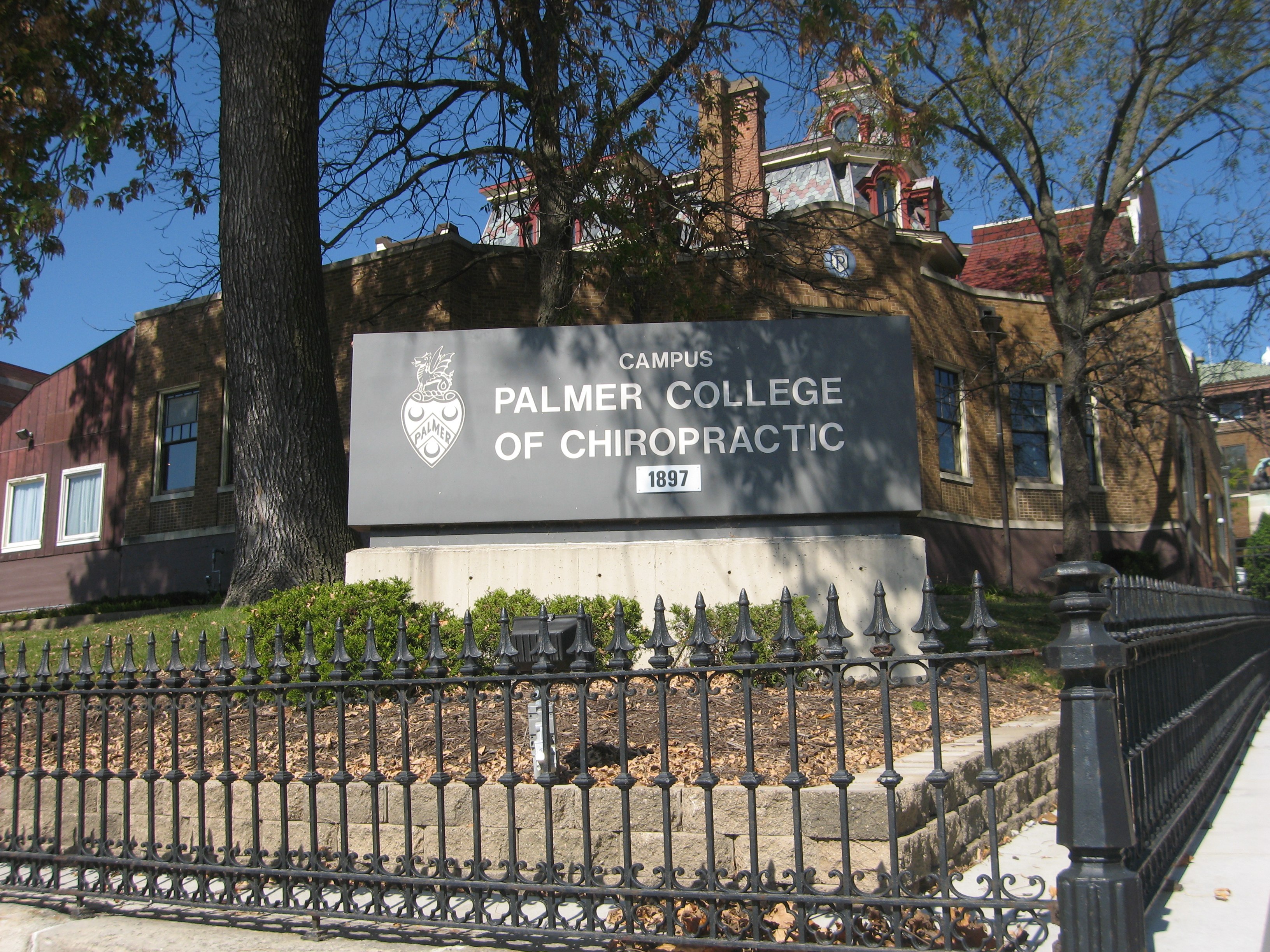

کالج کایروپرکتیک پالمر (به انگلیسی: Palmer college of Chiropractic) در سال ۱۸۹۷ میلادی درآمریکا ایالت آیووا، شهر دونپورت توسط دنیل دیوید پالمر مبتدع علم کایروپرکتیک شروع به کار کرد.
شعبه‌های دیگر این دانشگاه در ایالات کالیفورنیا در سال ۱۹۸۰ و فلوریدا در سال ۲۰۰۲ به‌تدریج ساخته شد.
در واقع دانشگاه کایروپرکتیک پالمر اولین دانشگاه کایروپرکتیک دنیا است، که شروع به تدریس علم کایروپرکتیک کرد.